# Gullmarsfjorden
Gullmarsfjorden este o arie protejată (arie specială de conservare — SAC, sit de importanță comunitară — SCI) din Suedia întinsă pe o suprafață de 11.395 ha, integral pe uscat.

## Localizare
Centrul sitului Gullmarsfjorden este situat la coordonatele 58°17′11″N 11°26′42″E / 58.2864°N 11.445°E.

## Înființare
Situl Gullmarsfjorden a fost declarat sit de importanță comunitară în mai 2001 pentru a proteja 1 specie de animale. Situl a fost protejat și ca arie specială de conservare în martie 2011.

## Biodiversitate
Situată în ecoregiunile boreală, continentală și marină Atlantică, aria protejată conține 7 habitate naturale: Recifuri, Bancuri de nisip acoperite în permanență slab de apă marină, Estuare, Terase mlăștinoase și terase nisipoase neacoperite de apă la reflux, Golfuri mici largi și golfuri puțin adânci, Faleze cu vegetație de pe coastele atlantice și baltice, Roci stâncoase cu vegetație pionieră de Sedo-Scleranthion sau Sedo albi-Veronicion dillenii.
La baza desemnării sitului se află o specie protejată de  mamifere: focă obișnuită (Phoca vitulina).